# کاراباکا د لا کروس
کاراباکا د لا کروس (به اسپانیایی: Caravaca de la Cruz) یکی از شهرداری‌های کومارکای شرقی و در بخش خودمختار مورسیا در کشور اسپانیا قرار دارد. تا سال ۲۰۰۹ مساحت این شهرداری ۸۵۹ کیلومتر مربع و جمعیت آن ۲۶٬۴۱۵ تَن می‌باشد.

## نگارخانه

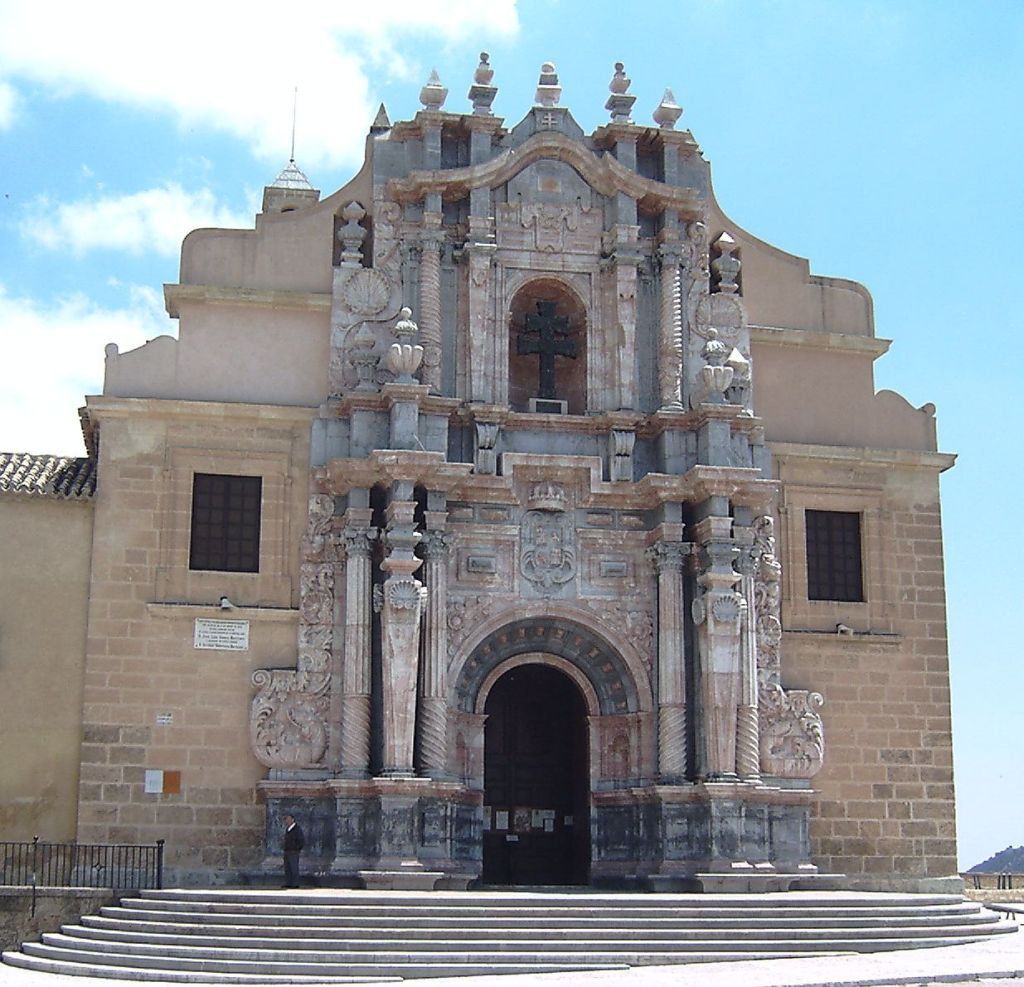
نمای باروک ورودی دژ سانتا کروس
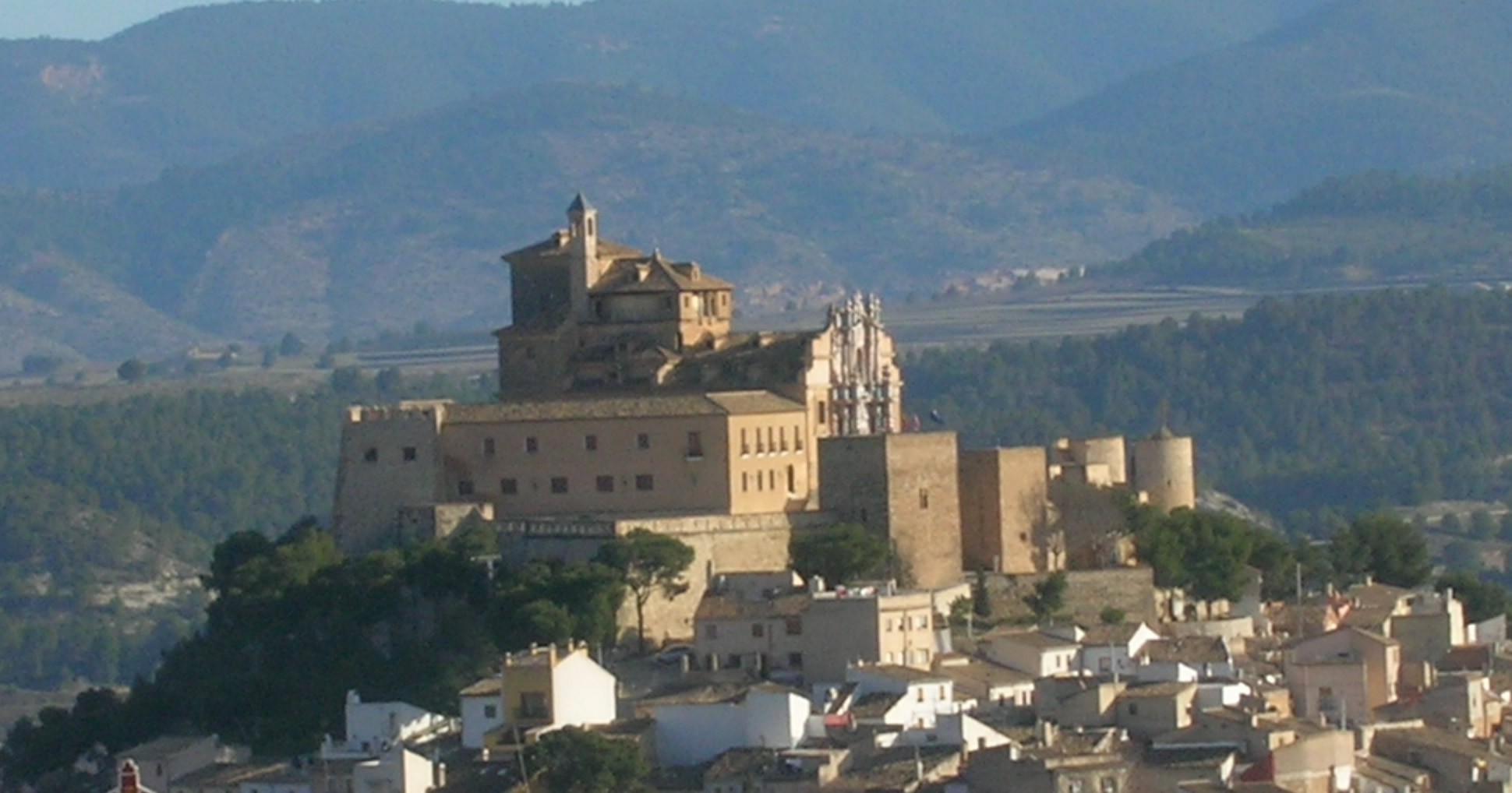
دژ و کلیسای سانتا کروس
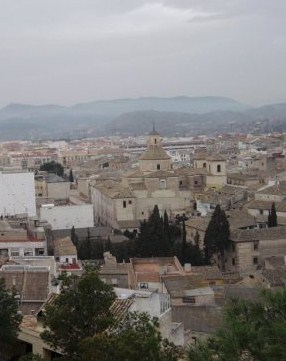
کلیسای خزوئیستا